# Columnea allenii
Columnea allenii är en tvåhjärtbladig växtart som beskrevs av Conrad Vernon Morton. Columnea allenii ingår i släktet Columnea och familjen Gesneriaceae. Inga underarter finns listade i Catalogue of Life.